# 熊本県道・大分県道134号南小国上津江線
熊本県道・大分県道134号南小国上津江線（くまもとけんどう・おおいたけんどう134ごう みなみおぐにかみつえせん）は、熊本県阿蘇郡南小国町から大分県日田市に至る一般県道である。

## 概要
熊本県阿蘇郡南小国町大字赤馬場から大分県日田市上津江町上野田に至る。
道幅の狭い区間が多いが、最近は道路改良工事が行われており、拡幅されている箇所もある。

### 路線データ
- 起点：熊本県阿蘇郡南小国町大字赤馬場（熊本県道40号南小国波野線交点）
- 終点：大分県日田市上津江町上野田（大分県道・熊本県道12号天瀬阿蘇線交点）

## 歴史
- 1959年（昭和34年） - 大分県において市原小川原線として路線認定。当時の整理番号は168。
- 1960年（昭和35年） - 熊本県において市原小川原線として路線認定。当時の整理番号は159。
- その後、1973年（昭和48年）までに整理番号が134に統一される。
- 1995年（平成7年） - 両県において告示内容の変更が行われ、路線名が南小国上津江線となる。

## 路線状況

### 道路施設

#### トンネル
- 熊本県
  - 中原隧道：延長150 m、1959年（昭和34年）竣工、阿蘇郡南小国町

## 地理

### 通過する自治体
- 熊本県
  - 阿蘇郡南小国町
- 大分県
  - 日田市

### 交差する道路
| 交差する道路                     | 都道府県名 | 市町村名 | 市町村名 | 交差する場所   | 交差する場所 |
| -------------------------------- | ---------- | -------- | -------- | -------------- | ------------ |
| 熊本県道40号南小国波野線         | 熊本県     | 阿蘇郡   | 南小国町 | 大字赤馬場     | 起点         |
| 国道212号                        | 熊本県     | 阿蘇郡   | 南小国町 | 大字赤馬場     |              |
| 大分県道・熊本県道12号天瀬阿蘇線 | 大分県     | 日田市   | 日田市   | 上津江町上野田 | 終点         |

### 沿線
- 南小国町役場
- 南小国町立市原小学校
- 南小国町立南小国中学校
- 南小国町立中原小学校